# Komisja Edukacji Narodowej
Komisja Edukacji Narodowej [kɔ'mʲisja ɛdu'katsji narɔ'dɔvɛj] (deutsch Kommission für nationale Bildung, kurz KEN) war eine Schul- und Erziehungskommission in der aristokratischen Republik Polen-Litauen. Sie wurde am 14. Oktober 1773 durch den polnischen Sejm und König Stanislaus II. August Poniatowski gegründet.
Aufgrund ihrer weitreichenden Autorität und Autonomie wird sie als das erste historische Bildungsministerium der Welt und eine der größten Errungenschaften der polnischen Aufklärung betrachtet.
2011 wurde das Archiv der KEN in das Weltdokumentenerbe der UNESCO aufgenommen.